# Gal Koren
Gal Koren (* 16. Januar 1992 in Domžale, Slowenien) ist ein kroatisch-slowenischer Eishockeyspieler, der seit Januar 2014 beim HDD Olimpija Ljubljana in der österreichischen Eishockey Liga auf der Position des Centers spielt.

## Karriere
Koren begann im Alter von vier Jahren mit dem Eishockeyspielen und entstammt dem Nachwuchs des HDD Olimpija Ljubljana. Ab 2007 spielte der gebürtige Slowene für ein Jahr beim HC Mountfield České Budějovice aus Tschechien, für den er in der U18-Extraliga aktiv war. Anschließend wechselte der Stürmer im Herbst 2008 zu den Jungadlern Mannheim, dem Nachwuchsteam des DEL-Klubs Adler Mannheim. Für die Jungadler lief Koren in der Deutschen Nachwuchsliga auf und feierte sowohl 2009 als auch 2010 den Gewinn der Deutschen Nachwuchsmeisterschaft.
Nachdem der Center im CHL Import Draft 2010 in der zweiten Runde an 64. Stelle von den Kelowna Rockets aus der Western Hockey League ausgewählt worden war, entschied er sich umgehend zu einem Wechsel nach Kanada. Bei den Rockets kam der Angreifer zu 39 Saisoneinsätzen und sammelte dabei vier Scorerpunkte. Im Juni 2011 wechselte Koren zurück nach Europa und unterschrieb einen Vertrag beim KHL Medveščak Zagreb aus Kroatien, der mit seinen Mannschaften in der österreichischen Erste Bank Eishockey Liga und der kroatischen Eishockeyliga aktiv war. Im November 2011 wurde er zum EBEL-YoungStar des Monats gewählt.
Nachdem Zagreb 2013 in die KHL aufgenommen worden war, spielte Koren noch bis Ende Dezember 2013 für den Verein, ehe er zu seinem Heimatverein zurückkehrte. Im Februar 2014 wurde er für den Rest der Spielzeit an den HKm Zvolen in der slowakischen Extraliga ausgeliehen, kehrte aber anschließend nach Ljubljana zurück.

### International
Koren spielte für Slowenien bei den U18-Junioren-Weltmeisterschaft der Division II 2009 und 2010. Zudem war er bei der U20-Junioren-Weltmeisterschaft der Division I 2011 und 2012 für sein Heimatland aktiv.
Mit der U18-Auswahl gelang ihm 2010 der Aufstieg in die Division I, als er mit Rok Leber und Žiga Pešut die mit Abstand beste Angriffsreihe des Turniers in der ukrainischen Hauptstadt Kiew bildete. Während Koren mit 14 Assists die meisten Tore vorbereitete, die beste Plus/Minus-Statistik aufwies und auch zum besten Stürmer ernannt wurde, teilten sich seine beiden Teamkollegen die Titel des besten Torjägers und Topscorers. Koren erreichte ebenso wie Leber und Pešut 23 Scorerpunkte, erzielte aber ein Tor weniger.
Im Seniorenbereich wurde er erstmals bei der Weltmeisterschaft 2013 eingesetzt, als die Slowenen aus der Top-Division abstiegen. Im Folgejahr stand er für seine Farben in der Division I auf dem Eis und erreichte mit seiner Mannschaft den sofortigen Wiederaufstieg.

## Erfolge und Auszeichnungen
- 2009 Deutscher Nachwuchsmeister mit den Jungadlern Mannheim
- 2010 Deutscher Nachwuchsmeister mit den Jungadlern Mannheim
- 2011 EBEL-YoungStar des Monats November 2011

### International
- 2010 Aufstieg in die Division I bei der U18-Junioren-Weltmeisterschaft der Division II
- 2010 Bester Stürmer der U18-Junioren-Weltmeisterschaft der Division II, Gruppe B
- 2010 Bester Vorlagengeber der U18-Junioren-Weltmeisterschaft der Division II, Gruppe B
- 2014 Aufstieg in die Top-Division bei der Weltmeisterschaft der Division I, Grupe A

## Karrierestatistik

### International
Vertrat Slowenien bei:
- U18-Junioren-Weltmeisterschaft der Division II 2009
- U18-Junioren-Weltmeisterschaft der Division II 2010
- U20-Junioren-Weltmeisterschaft der Division I 2011
- U20-Junioren-Weltmeisterschaft der Division I 2012
- Weltmeisterschaft der Top-Division 2013
- Weltmeisterschaft der Division I 2014

(Legende zur Spielerstatistik: Sp oder GP = absolvierte Spiele; T oder G = erzielte Tore; V oder A = erzielte Assists; Pkt oder Pts = erzielte Scorerpunkte; SM oder PIM = erhaltene Strafminuten; +/− = Plus/Minus-Bilanz; PP = erzielte Überzahltore; SH = erzielte Unterzahltore; GW = erzielte Siegtore; 1 Play-downs/Relegation; Kursiv: Statistik nicht vollständig)